# EUMETSAT

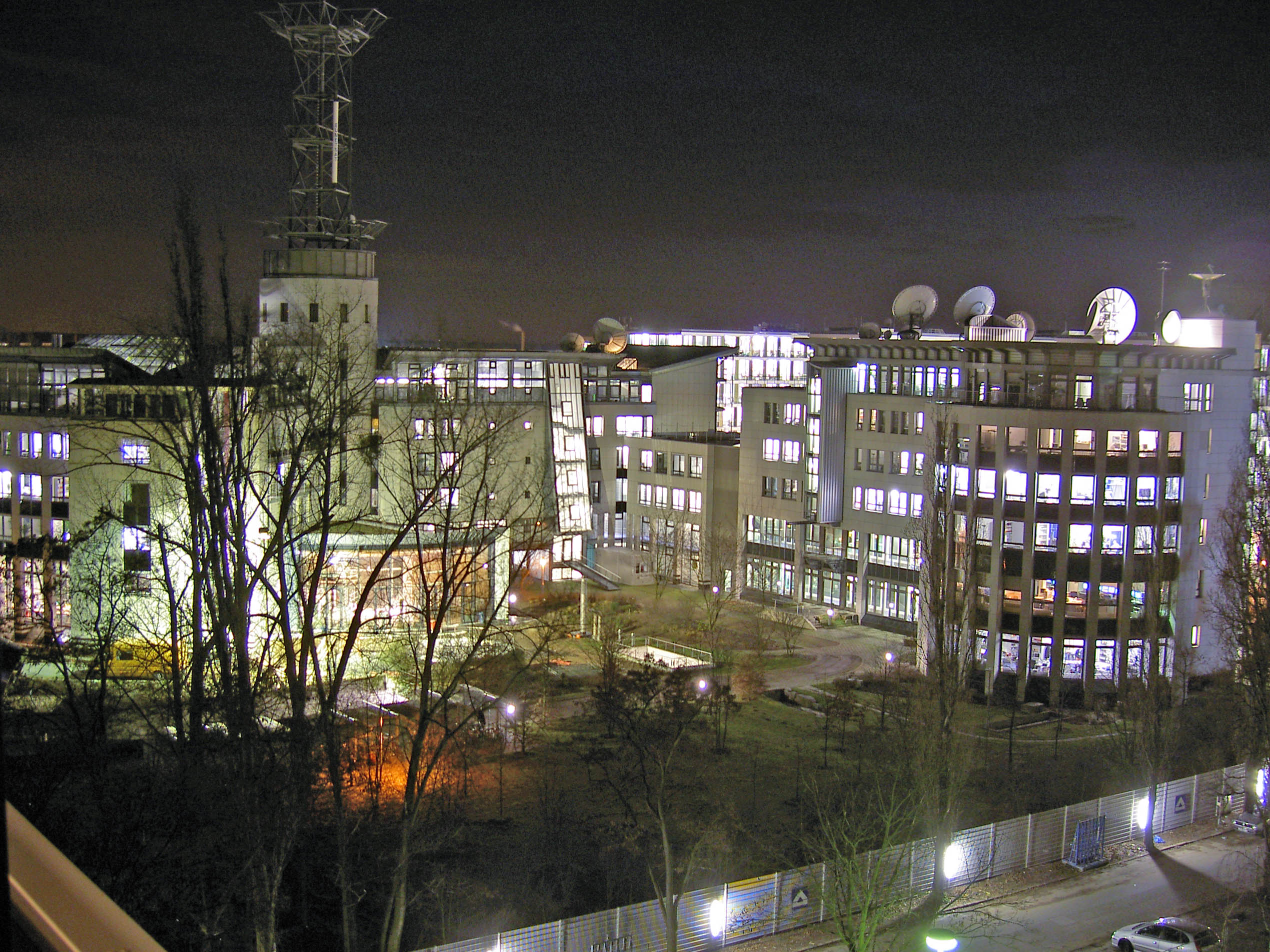
Seu central a Darmstadt, Alemanya

EUMETSAT (European Organisation for the Exploitation of Meteorological Satellites, Organització Europea per a l'Explotació de Satèl·lits Meteorològics) és una organització intergovernamental formada l'any 1986 dedicada a establir, mantenir i explotar els sistemes europeus de satèl·lits meteorològics, i s'encarrega del seu llançament operativitat i del lliurament de les dades als usuaris finals.
Està integrada per 26 Estats Memebres d'Europa: Alemanya, Àustria, Bèlgica, Croàcia, la República Txeca, Dinamarca, Eslovàquia, Eslovènia, Espanya, Finlàndia, França, Grècia, Hongria, Irlanda, Romania, Itàlia, Letònia, Luxemburg, Noruega, Països Baixos, Polònia, Portugal, Regne Unit, Suècia, Suïssa i Turquia. Aquests estats financien els programes EUMETSAT i són els principals usuaris dels sistemes.
A més EUMETSAT té 5 Estats Cooperants: Islàndia, Lituània, Bulgària, Estònia i Sèrbia. La seva seu central és a Darmstadt, Alemanya.
EUMETSAT no forma part de la Unió Europea, però es va convertir en signatari de la Carta Internacional sobre l'Espai i els Grans Desastres l'any 2012, preveient així l'ús benèfic global dels seus actius espacials.
Les activitats d'EUMETSAT contribueixen al sistema mundial d'observacions amb satèl·lits meteorològics coordinats amb altres països.
Les observacions de satèl·lit són un input essencial en la predicció numèrica del temps i també ajuden a les prediccions meteorològiques de fenòmens potencialment perillosos. D'importància creixent és la capacitat dels satèl·lits meteorològics de recollir mesuraments a llarg termini de l'espai en suport als estudis sobre el canvi climàtic.